# Amt Büsum-Wesselburen
Amt Büsum-Wesselburen er et amt i det nordlige Tyskland, beliggende i den nordvestlige del af Kreis Dithmarschen i delstaten Slesvig-Holsten. Amtets administration ligger i byen Büsum.

## Kommuner i amtet
1. Büsum
2. Büsumer Deichhausen
3. Friedrichsgabekoog
4. Hedwigenkoog
5. Hellschen-Heringsand-Unterschaar
6. Hillgroven
7. Norddeich
8. Oesterdeichstrich
9. Oesterwurth
10. Reinsbüttel
11. Schülp
12. Strübbel
13. Süderdeich
14. Warwerort
15. Wesselburen, Stadt
16. Wesselburener Deichhausen
17. Wesselburenerkoog
18. Westerdeichstrich

## Historie
Amt Büsum-Wesselburen blev dannet 25. maj 2008 af den amtsfrie by Wesselburen og kommunerne i amterne Kirchspielslandgemeinde Büsum og Kirchspielslandgemeinde Wesselburen.

## Geografi
Amtet grænser til Nationalpark Schleswig-Holsteinisches Wattenmeer. Mod nord danner Eideren og Eidersperrwerk grænse Kreis Nordfriesland.

## Erhverv
Vindenergi, landbrug og turisme er de fremherskende erhverv.